# Thecla villia
Thecla villia är en fjärilsart som beskrevs av William Chapman Hewitson 1869. Thecla villia ingår i släktet Thecla och familjen juvelvingar. Inga underarter finns listade i Catalogue of Life.